# Ballhaus (Lemgo)

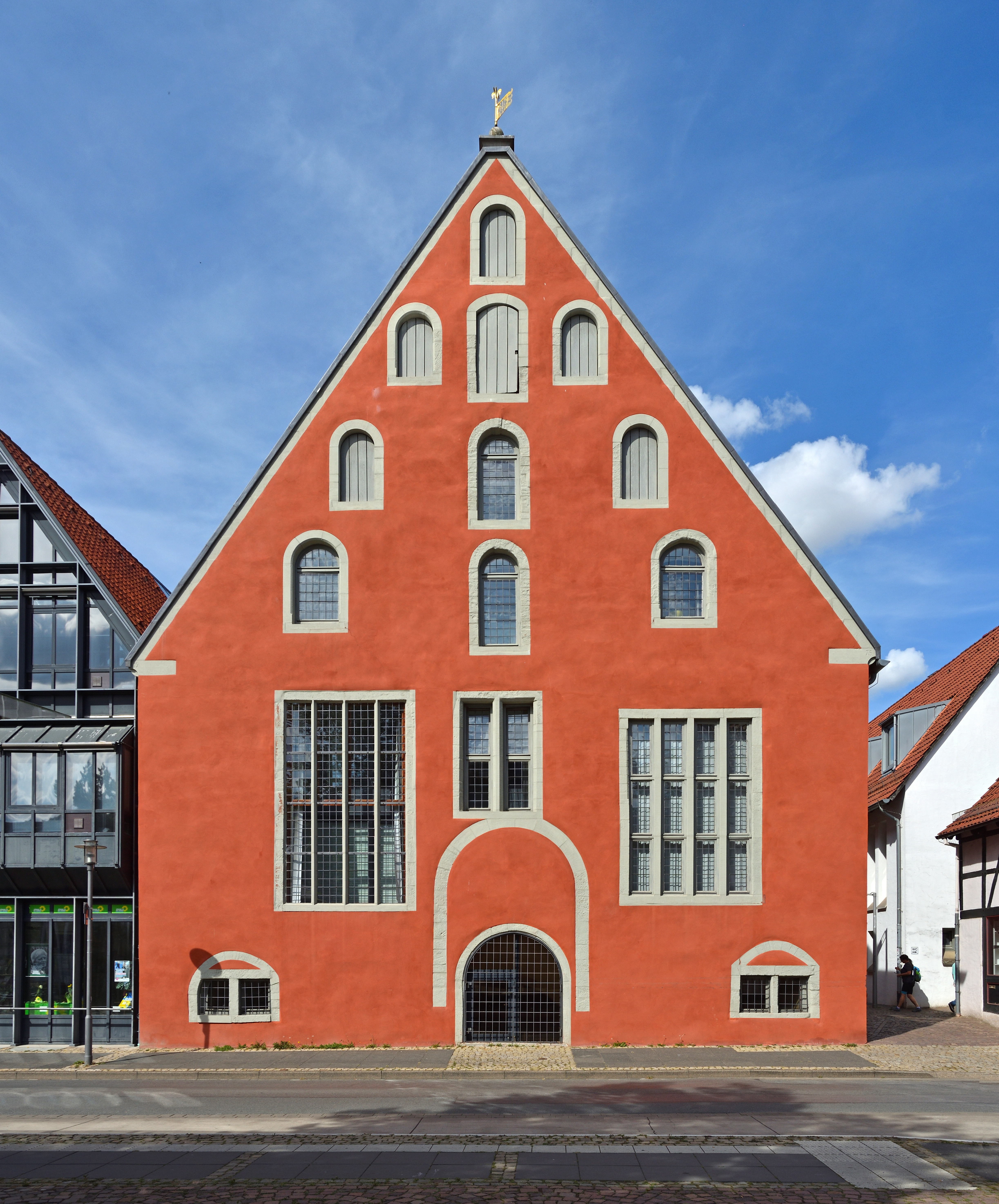
Ballhaus in Lemgo

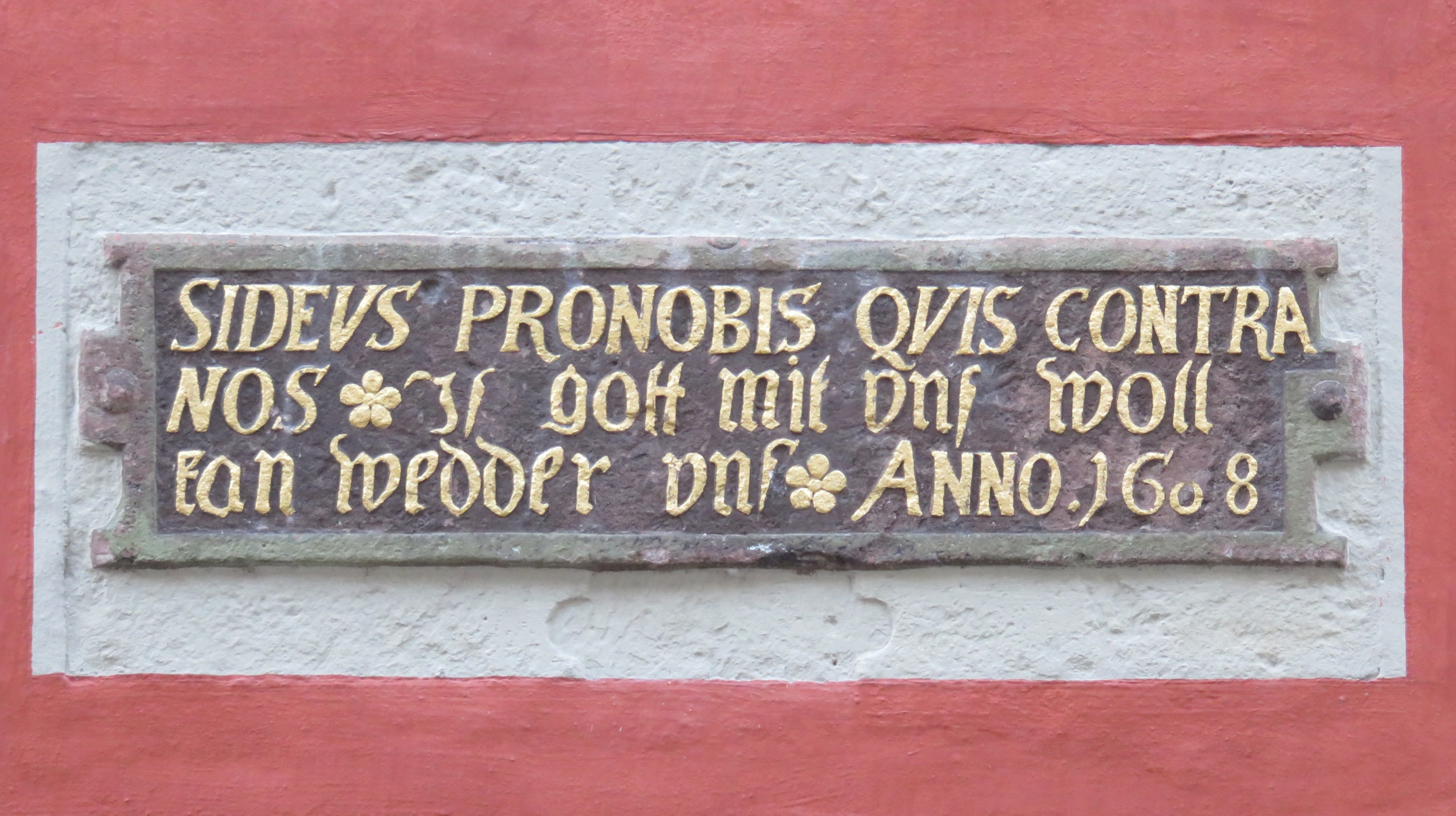
Bauinschrift

Das Ballhaus in Lemgo, einer Stadt im Kreis Lippe im Regierungsbezirk Detmold in Nordrhein-Westfalen, wurde 1608/09 errichtet. Das Gebäude am südlichen Abschluss des Marktplatzes ist ein geschütztes Baudenkmal.

## Beschreibung
Das Gebäude wurde als städtisches Ballhaus mit Gastwirtschaft von Hermann Roleff errichtet. Teile der Vorgängerbauten wurden wiederverwendet. So ist noch ein mit 1549 datierter Wappenstein zu sehen, der einen Wolf mit einem Schaf im Maul darstellt. Es ist die Hausmarke des Arztes Johann Schapedoit.
In den Jahren 1974/75 wurde das Haus entkernt und der Umbau zum heutigen Zustand erfolgte anhand von Baubefunden, sodass die vierbahnigen Pfostenfenster des 16. Jahrhunderts wiederhergestellt wurden. Eine Freitreppe am Marktplatz führt zum Haupteingang. Der Gewölbekeller hat eine Fläche von 290 m².
Seit 1910 wird das Gebäude von der Stadtverwaltung genutzt. Im Gewölbekeller und im großen Saal des Erdgeschosses finden Veranstaltungen statt.